# Kagami Shikō
Kagami Shikō (ja, 各務 支考); né en 1665 dans la province de Mino - mort le 14 mars 1731 est un moine bouddhiste japonais et poète haiku.
Kagami est élève de Matsuo Bashō et le théoricien le plus important de la poésie haïku de son école. Il compte parmi les Bashō Juttetsu (« 10 disciples importants de Bashō ») et après sa mort exerce une énorme influence sur ses disciples. Son élève la plus connu est la poétesse Kaga no Chiyojo. Kagami est l'auteur du haibun en neuf volumes Honchō bunkan.

## Source de la traduction
- (de) Cet article est partiellement ou en totalité issu de l’article de Wikipédia en allemand intitulé « Kagami Shikō » (voir la liste des auteurs).
- Notices d'autorité :   - VIAF
  - ISNI
  - LCCN
  - GND
  - Japon
  - CiNii
  - Croatie
  - WorldCat